# Wjatscheslaw Hlaskow
Wjatscheslaw Walerjewitsch Hlaskow (englische Schreibweise Vyacheslav Glazkov, * 15. Oktober 1984 in Luhansk, Ukrainische SSR) ist ein ehemaliger ukrainischer Boxer, dessen Profikarriere von 2009 bis 2016 andauerte, wobei er in seinem letzten Kampf um die IBF-Weltmeisterschaft im Schwergewicht boxte und dabei gegen Charles Martin verlor.
Als Amateur wurde er im Superschwergewicht 2007 Vizeweltmeister und gewann 2008 eine olympische Bronzemedaille.

## Amateurkarriere
Hlaskow gewann im Schwergewicht startend eine Bronzemedaille bei der Junioren-Europameisterschaft 2003 in Warschau und die Goldmedaille bei den World University Championships der FISU 2004 in Antalya.
2005 wurde er mit einem Finalsieg gegen Roman Kapitonenko erstmals Ukrainischer Meister im Superschwergewicht und nahm an der Weltmeisterschaft 2005 in Mianyang teil, wo er im Achtelfinale gegen Odlanier Solís ausschied. Bei der Europameisterschaft 2006 in Plowdiw unterlag er ebenfalls im Achtelfinale gegen Kubrat Pulew.
Bei der Weltmeisterschaft 2007 in Chicago erreichte er dann mit Siegen gegen Răzvan Cojanu, Óscar Rivas, Jaroslavas Jakšto und Zhang Zhilei das Finale, welches er gegen Roberto Cammarelle verlor und Vizeweltmeister wurde. Als solcher war er für die Olympischen Sommerspiele 2008 in Peking qualifiziert und konnte dort gegen Robert Alfonso und Newfel Ouatah in das Halbfinale einziehen, wo er aufgrund einer Ellbogenverletzung nicht gegen Zhang Zhilei antreten konnte und daher kampflos durch Walkover mit einer Bronzemedaille ausschied.
Darüber hinaus gewann er unter anderem die internationalen Turniere Amber Gloves 2005 in Russland und Ahmet Cömert 2007 in der Türkei.

## Profikarriere
Er gewann sein Profidebüt im Juli 2009 gegen Özcan Çetinkaya und blieb auch in 21 weiteren Kämpfen ungeschlagen, wobei er Siege gegen Gbenga Oluokun, Konstantin Airich, Tor Hamer, Tomasz Adamek und Steve Cunningham erzielte. Sein einziges Unentschieden boxte er im Februar 2013 gegen Malik Scott.
Durch diese Erfolge stieg Hlaskow zum Pflichtherausforderer des IBF-Weltmeisters Tyson Fury auf, welcher jedoch den Titel niederlegte, um sich stattdessen auf einen Rückkampf mit Wladimir Klitschko vorzubereiten. Daraufhin wurden Hlaskow als IBF-Pflichtherausforderer und Charles Martin als Nummer 3 der IBF-Herausforderer für einen Kampf um den nun vakanten IBF-Weltmeistertitel im Schwergewicht nominiert. Der Kampf fand am 16. Januar 2016 im Barclays Center statt, wobei es sich um den ersten Schwergewichts-Titelkampf in Brooklyn seit 115 Jahren handelte. Im Kampf selbst kam Hlaskow in der dritten Runde ohne Schlagwirkung zu Sturz und verletzte sich dabei im rechten Knie. Nach der Kampffreigabe stürzte Hlaskow erneut ohne Schlagwirkung und taumelte augenscheinlich verletzt in eine Ringecke. Nachdem er gegenüber dem Ringrichter keine Bereitschaft zum Weiterkämpfen signalisierte, beendete dieser den Kampf nach 1 Minute und 10 Sekunden in Runde 3. Der Ringarzt diagnostizierte kurz darauf einen Riss des rechten Kreuzbandes bei Hlaskow, der im Anschluss zwei Operationen über sich ergehen lassen musste und seine Karriere beendete.